# Magic: The Gathering
Magic: The Gathering (ook wel bekend als Magic of MTG) is een ruilkaartspel (Trading Card Game, of TCG). Hoewel het spel zijn basis vindt in het fantasygenre uit de traditionele roleplayinggames, zijn er voor de rest weinig overeenkomsten. In het spel nemen twee (of meer) spelers het tegen elkaar op in een strijd om levenspunten.
Ieder spel stelt een gevecht voor tussen krachtige "wizards" (tovenaars), ook wel "duelists" of "planeswalkers" genoemd.
Elke speler start het spel met 20 levenspunten. Door het spelen van kaarten kan de speler de andere speler schade toebrengen of in zijn spel hinderen. Het doel is de tegenstander op 0 levenspunten te krijgen, hoewel er tal van andere manieren om het spel te winnen zijn.
Het spel is de grondlegger van het tradingcardgamegenre en werd bedacht door Richard Garfield. Het spel wordt uitgegeven door Wizards of the Coast sinds 1993. Sinds eind 1999 is Wizards of the Coast een onderdeel van Hasbro. De kaarten worden onder andere gedrukt bij Cartamundi in België.

## Het spel
Magic is een spel dat strategisch inzicht combineert met een geluksfactor. Spelers dienen voor het spel een deck samen te stellen met kaarten uit hun verzameling of uit een vooraf afgesproken deelverzameling van kaarten, voor de meeste kaarten geldt een maximum van vier per deck. Voor aanvang van het spelen worden de decks geschud, hierdoor weet een speler niet welke kaarten hij gaat trekken.
Een spel is standaard een duel tussen twee spelers, maar soms meerdere ("multiplayer" genoemd). Elke speler begint met 7 kaarten in de hand en 20 levenspunten. Als een speler op 0 levenspunten komt heeft hij verloren, hoewel er ook andere manieren zijn om te winnen of verliezen. Een beurt bestaat normaal gesproken uit het pakken van een kaart, het spelen van spreuken en het aanvallen met creatures.
Spelers bevechten elkaar door het spelen van kaarten die "spells" (spreuken) vertegenwoordigen, deze spreuken kunnen globaal worden verdeeld in "instants" en "sorcerys" die een eenmalig effect hebben, "creatures" (wezens) die je kan gebruiken om je tegenstander aan te vallen (en zijn levenspunten naar beneden te halen) en "enchantments" en "artifacts" die meestal een blijvend effect hebben. Om deze kaarten te spelen dient de speler te betalen met "mana", ofwel magische energie. De standaardmanier voor het verkrijgen van mana is door het gebruik van "land" kaarten. In het algemeen geldt hoe krachtiger een spell hoe meer mana deze kaart kost om te spelen. Er zijn ook kaarten die naast mana ook andere dingen vereisen om gespeeld te worden zoals levenspunten of het opofferen van reeds gespeelde kaarten, of het opofferen van kaarten uit de hand ("discarden").
Een andere manier om het spel te winnen is ervoor te zorgen dat je tegenstander geen kaart kan trekken uit zijn deck als dat vereist is. Dit is namelijk verplicht aan het begin van elke beurt tijdens de "draw step". Ook zijn er kaarten die een speler verplichten een x-aantal kaarten te trekken. Kan die speler aan deze eisen niet voldoen, dan verliest hij of zij.
Magic bestaat sinds 1993 en inmiddels zijn meer dan tienduizend verschillende kaarten uitgebracht. Hoewel de basisregels vrij eenvoudig zijn, geldt dat bijna elke regel wel door bepaalde kaarten beïnvloed, tegengesproken of geheel veranderd wordt. Hierbij geldt dat effecten van gespeelde kaarten voorrang hebben op de algemene spelregels. Een voorbeeld hiervan is een kaart waardoor de speler de bovenste kaarten van zijn deck mag bekijken en hierdoor dus wel weet welke kaarten hij gaat trekken. Ook zijn er enkele kaarten die de regels op het gebied van winnen en verliezen aanpassen.

### Verhoudingen tussen de kleuren

De vijf kleuren zijn verbonden als een regelmatige vijfhoek

Iedere speler/magiër ontleent zijn of haar kracht aan mana. Voor de meeste kaarten is een bepaalde combinatie van mana van de juiste kleur vereist. Mana wordt voornamelijk geproduceerd door landkaarten. De basislanden die elke speler onbeperkt in zijn deck mag gebruiken zijn opgedeeld in velden (plains - wit), eilanden (island - blauw), moerassen (swamp - zwart), bergen (mountain - rood) en bossen (forest - groen). Deze landen bestaan ook in sneeuwvarianten (snow-covered). Alle andere landen worden aangeduid als niet-basis.
De kleuren van Magic staan op de achterkant van iedere Magickaart in het "pentagram der kleuren". Bovenaan beginnend met de klok mee zijn dit wit, blauw, zwart, rood en groen. De vijf kleuren van Magic zijn ingedeeld zodat elke kleur een raakvlak heeft met twee aangrenzende kleuren en een tegenstelling met twee tegenoverliggende.
Wit heeft de kenmerken
- Orde: staat tegenover chaos van rood.
- Licht: staat tegenover duisternis van zwart.

Blauw heeft de kenmerken
- Het kunstmatige: staat tegenover natuur van groen.
- Water en lucht: staat tegenover vuur en aarde van rood.

Zwart heeft de kenmerken
- Duisternis: staat tegenover licht van wit.
- Dood: staat tegenover leven van groen.

Rood heeft de kenmerken
- Vuur en aarde: staat tegenover water en lucht van blauw.
- Chaos: staat tegenover orde van wit.

Groen heeft de kenmerken
- Leven: staat tegenover dood van zwart.
- Natuur: staat tegenover het kunstmatige van blauw.

### Beschrijving van de kleuren
Het verschil tussen deze vijf kleuren is een belangrijk en bepalend aspect van het spel. Naast het feit dat iedere kleur zijn eigen krachten en zwakheden heeft staat iedere kleur ook voor een bepaalde "speelstijl".
- Wit staat voor orde, organisatie, reinheid, balans, de wet, gerechtigheid en licht. Typische witte creaturen zijn ridders, soldaten, nomaden, helers en engelen. De kracht van een witte magiër ligt in het beschermen en versterken van zijn wezens, het gebruik van veel "goedkope" en zwakkere maar efficiënte wezens, het leggen van restricties op spelers, het verwijderen van "enchantments" en het balanceren van het spel. De zwakheden van wit zijn het moeilijk kunnen verwijderen van de wezens van de tegenstander, de vrij rechtlijnige speelstijl (als een tegenstander eenmaal de tactiek doorheeft en hier een goede verdediging tegen bouwt is het lastig om met wit de speelwijze te veranderen) en het feit dat enkele van de krachtigste witte spreuken op alle spelers eenzelfde (positief dan wel negatief) effect hebben.
- Blauw staat voor kennis, illusie, rede, dromen, wolken, inventiviteit, manipulatie en bedrog. Blauw staat ook voor de elementen lucht en water. Typische blauwe wezens zijn tovenaars, illusionisten, feeën, vogels en bijna alle onderwaterwezens zoals meerminnen. Verder richten veel blauwe kaarten zich op de magie zelf, door bijvoorbeeld de kaarten van de tegenstander te stelen of zijn spreuken te counteren zodra ze gespeeld worden, oftewel een stokje te steken voor de magie van de tegenstander. Veel blauwe spreuken laten je ook extra kaarten trekken om je hand te versterken. De grootste zwakheden van blauw zijn dat het soms moeite heeft om wezens en betoveringen van de tegenstander die reeds in effect getreden zijn te verwijderen en het feit dat de wezens over het algemeen zwakke basisstatistieken hebben. Blauw moet het voornamelijk van de spreuken hebben.
- Zwart staat voor dood, duisternis, wanhoop, plagen, egoïsme, ambitie, hebzucht, corruptie en demoralisatie. Typische zwarte wezens zijn ratten, zombies, vampieren, demonen, imps, huurlingen en dodenbezweerders. Zwarte kaarten zijn goed in het doden van wezens, de tegenstander handkaarten laten afleggen en eigen reeds verslagen wezens weer in het spel brengen. Zwart staat erom bekend een flexibele kleur te zijn, zwarte kaarten kunnen eigenschappen hebben die je niet van zwart verwacht. Hier tegenover staat dat deze kaarten meestal extra kosten hebben naast mana, zoals het moeten opofferen van wezens, levenspunten of handkaarten. Dit is de grootste zwakte van zwart. Hiernaast zijn er weinig zwarte kaarten die effectief zijn tegen "enchantments" (spreuken met blijvende effecten). Zwart kan ook wel als een parasiet met voordelen gezien worden.
- Rood staat voor chaos, vernietiging, oorlog, kunst, passie en razernij. Rood staat ook voor bliksem en de elementen vuur en aarde. Typische rode wezens zijn draken, goblins, reuzen, barbaren en minotaurussen. Rood heeft ook niet-levende wezens, zoals wezens van steen, vuur of metaal. Rood heeft veel vernietigende kaarten met als thema natuurverschijnselen zoals bliksem en brand. Rode kaarten worden gekenmerkt door speltechnische simpelheid, en direct damage, oftewel spelers en wezens direct schade toebrengen. Om deze redenen spelen veel beginners met compleet rode decks. Rood staat bekend als de snelste van de kleuren en hier moet een speler dan ook goed gebruik van maken. Zwakheden van rood zijn dat het zichzelf moeilijk kan verdedigen tegen spreuken en zijn zwakheden later in het spel.
- Groen staat voor leven, natuur, groei, instinct, verlangen en onafhankelijkheid. Typische groene wezens zijn natuurlijke wezens (beren, wolven, katachtigen), elven, insecten, wurms (grote draakachtige wormen) en druïden. Groene wezens hebben over het algemeen sterke basisstatistieken. Groen staat bekend om het effectief kunnen vernietigen van "niet-natuurlijke" dingen zoals artefacten en "enchantments" en het efficiënt kunnen verkrijgen van veel mana. Omdat groen voornamelijk draait om het toevoegen van extra krachten en effecten aan wezens heeft het dit ook zijn nadelen. Zwakheden van groen zijn het lastig kunnen vernietigen van een tegenstanders wezens door middel van spreuken en een gebrek aan vernietigende en controlerende spreuken.
- Goud zijn kaarten die twee of meer kleuren mana vereisen om de kaart te kunnen spelen. Ze komen in sommige series niet voor, maar in de meeste nieuwe series zitten wel een of meerdere "multicolor". Deze kaarten vereisen meestal twee of meer kleuren mana die bij elkaar staan in het pentagram der kleuren (zoals groen met wit), maar het komt ook voor dat er twee kleuren vereist zijn die niet bij elkaar zitten in het pentagram (groen of zwart). Deze kaarten hebben ook meerdere kleuren tegelijk, wat sommige kaarten beïnvloedt, een gouden kaart die zowel groene als witte mana nodig heeft is dus een groene en witte kaart tegelijk. Dus als de speler een witte kaart mag neerleggen door middel van een spreuk dan mag deze kaart neergelegd worden en als een speler een groene kaart mag neerleggen mag hij dezelfde kaart neerleggen als bij de vorige spreuk. Als een speler een witte of groene kaart moet opofferen kan de speler dus deze kaart kiezen. Sommige gouden spells hebben meer dan twee kleuren mana nodig heeft, dan heeft de kaart dus drie, vier of vijf kleuren en dan geldt hetzelfde alleen heeft de kaart dus meer dan twee kleuren.

Als een speler een deck samenstelt, moet een afweging worden gemaakt tussen het spelen met één of meerdere kleuren. Het voordeel van spelen met slechts één kleur is dat er minder kans is op mana-problemen door het niet in de beginhand hebben van bepaalde type landkaarten. Het nadeel van een dergelijk "mono-colored" deck is dat het aantal beschikbare kaarten en spelstrategieën minder is en dat de zwakheden van een kleur niet gecompenseerd kunnen worden. Er zijn ook talloze kaarten, zoals de gouden "multicolors" die specifiek ontworpen zijn om met meerdere kleuren gebruikt te worden. Er zijn ook bepaalde landen die meerdere kleuren mana kunnen leveren, maar deze hebben meestal ook nadelen. De sterkste landen voor in meerkleurige decks zijn de traditionele "dubbellanden", een serie zeldzame landkaarten uit de eerste series alpha, beta, unlimited en revised. Deze "dubbellanden" waren in staat twee verschillende kleuren mana te produceren zonder enige nadelen.

### Verschillende soorten kaarten
Er zijn in totaal vijftien kaarttypen, hoewel een deel daarvan niet op reguliere kaarten gebruikt worden. Er zijn negen hoofdtypen kaarten:
- Creatures (wezens, beesten): dit zijn kaarten die allerlei verschillende wezens voorstellen. Je gebruikt creatures traditioneel vooral om een tegenstander mee aan te vallen, als ze niet worden tegengehouden door de creatures van je tegenstander halen ze de levenspunten van die tegenstander naar beneden. Elke creaturekaart heeft rechtsonder twee getallen staan die respectievelijk het aantal schade dat het creature normaliter aanricht en het aantal schade dat hij moet oplopen om te sterven voorstellen. De meeste creatures mogen één keer per beurt aanvallen, wat je aangeeft door de kaart te "tappen", 90 graden te draaien, gevolg is dat zo'n wezen de volgende beurt niet meer mag verdedigen. Creatures worden speltechnisch ook gezien als spreuken (spells) omdat het idee is dat de wezens in een andere wereld rondlopen, maar dat je ze door middel van het spelen van een spreuk naar de strijd haalt. Dit werd "summonen" (oproepen) genoemd, en hoewel deze term niet officieel meer wordt gebruikt in de spelregels, wordt deze term nog veel door spelers gebruikt. Creatures blijven in het spel liggen totdat ze door een ander creature of door een andere spreuk worden gedood. Er zijn ook creatures die allerlei andere eigenschappen hebben en die niet primair worden gebruikt om mee te vechten.
- Sorceries: sorceries zijn toverspreuken, die een eenmalig effect hebben op het spel. Denk hierbij bijvoorbeeld aan een vuurbal, afgeschoten op een tegenstander of zijn of haar creatures. Een sorcery mag je alleen tijdens je eigen beurt spelen, tijdens je 'main phase' (hoofdfase). Sorceries zijn voornamelijk krachtige spreuken die je niet zomaar op elk moment moet kunnen spelen.
- Instants: instants zijn spreuken die je altijd kan spelen, dus ook in de beurt van de tegenstander of als reactie op een andere spreuk. Eigenlijk doen instants hetzelfde als sorceries met als voordeel dat ze op meer momenten gespeeld kunnen worden. Er zijn instants die spreuken kunnen counteren oftewel "tegenspreken". Hiermee kan je het effect van een zojuist gespeelde kaart van je tegenstander voorkomen. Instants zijn meestal óf minder krachtig dan sorceries wat betreft hun effect, óf duurder in mana. Wel zijn instants vaak krachtiger door het verrassingselement en hun veelzijdigheid. Vroeger waren er ook interrupts maar die bestaan niet meer. Een interrupt was een spreuktype dat voorkwam dat er instants gepeeld mogen worden voordat de interrupt afgehandeld was. De kaarten met dit spreuktype zijn nu allemaal instants geworden retroactief tot instants hernoemd.[2]
- Enchantments (bezweringen, betoveringen): dit zijn kaarten die het spelverloop of de regels van het spel beïnvloeden, tegenspreken of zelfs geheel omverwerpen. Het kan zijn dat een enchantment heel het spel beïnvloedt, dat het een voordeel voor jou betekent, of het kan zijn dat het alleen een in het spel liggende kaart beïnvloedt. In dat geval krijgt het de ondercategorie "aura" en wordt de kaart onder de desbetreffende kaart gelegd. In oudere sets bestond de term "aura" nog niet en werden deze kaarten "enchant creature" of "enchant land" genoemd, afhankelijk van het type kaart dat de aura mag enchanten. De meeste enchantments betoveren niet een enkele kaart maar brengen een algemeen effect voort.
- Artifacts (artefacten): een artifact is een mysterieus magisch voorwerp dat bepaalde magische eigenschappen heeft, dit kan van alles zijn. Ook machines vallen onder de categorie artifact. In werking vertonen artifacts overeenkomsten met enchantments in die zin dat ze op tafel blijven liggen en vaak een permanent effect hebben; andere artifacts hebben nog geen direct effect, maar moeten eerst door de speler geactiveerd worden. Het block Mirrodin uit 2003 is vrijwel volledig op artifacts gebaseerd. Sindsdien is het dan ook mogelijk om een deck met alleen maar artefacts te spelen, wat voorheen niet vaak gebeurde. Sinds het Alarablock kunnen artifacts ook één of meerdere kleuren hebben, daarvoor waren artifacts altijd kleurloos.
- Lands: landjes worden niet beschouwd als spreuken maar spelen wel een sleutelrol in het spel. Je mag elke beurt maximaal één landkaart in het spel leggen. Deze produceren de 'mana' oftewel 'energie' die nodig is om je kaarten te spelen. De meeste landen leveren één mana per beurt, dit geef je aan door het land te tappen. Elke kleur heeft zijn eigen basisland waarvan je een onbeperkt aantal in je 'deck' mag hebben. Daarnaast zijn er de zogenaamde "non-basic lands". Dit zijn landen die vaak meerdere kleuren mana kunnen produceren, of speciale mogelijkheden hebben die niks met 'mana' te maken hebben. De "non-basic lands" mogen echter net als alle andere kaarten slechts vier keer in het deck voorkomen.
- Planeswalker (wereldwandelaar, universumreiziger): een planeswalker is in het verhaal van Magic een supermachtige tovenaar die tussen alle verschillende werelden van Magic kan reizen. In de set Future Sight zit een kaart die naar deze kaartsoort verwijst. Traditioneel stelde elke speler een planeswalker voor, een planeswalkerkaart kan dus worden gezien als een soort 'sidekick' voor de speler.
- Tribal (stamgericht, stamgebonden): is een toevoeging aan een andere kaartsoort, bijvoorbeeld Tribal Enchantment. Dit zorgt ervoor dat die kaart kenmerken kan hebben die normaal alleen aan creatures zijn voorbehouden. Dit is bijna een basisbegrip geworden in de Lorwyn kaarten.
- Battle: een permanent met een onmiddellijk effect die je met creatures kan aanvallen waarna je de achterkant mag spelen.

Daarnaast zijn er nog supertypen die een toevoeging zijn op een ander kaart type, zoals:
- Basic: de elf landen met het type "basic" mogen altijd vaker dan vier keer in een deck worden gebruikt.
- Legendary: een kaart met het type "legendary", altijd gecombineerd tot "legendary creature", "legendary land" etc. stelt een uniek personage of land voor uit de achtergrondwereld van Magic. Van elke legendary kaart kan maar één kopie tegelijk in het spel zijn.
- Ongoing: wordt niet op reguliere kaarten gebruikt
- Snow: het kaarttype "snow" (sneeuw) werd geïntroduceerd in de serie Ice-Age en keerde terug in Coldsnap, ook de snow-covered lands hebben toen dit kaarttype gekregen.[2]
- World: world enchantments zijn een kaarttype uit de oudere Magicsets, er mag altijd maximaal één world enchantment op tafel liggen.

## Toernooien en formats
Er zijn diverse toernooien waar Magic gespeeld wordt, waaronder een Europees- en een wereldkampioenschap, een Pro Tour en een Grand Prix. De algemene organisatie voor toernooien is de DCI. Magic is in zekere zin te vergelijken met andere denksporten als schaken en poker.
Er zijn toernooitypen die met name verschillen in de methode en de selectie van kaarten die uiteindelijk het deck gaan vormen. Voor elk format geldt dat sommige kaarten gebanned (of restricted) zijn. Op toernooien zijn er standaard 50 minuten om maximaal drie games te spelen; het best-of-three-principe. In de top acht van het toernooi is deze tijd langer.

### Constructed
De basis van constructed is dat elke speler van tevoren een deck van minstens zestig kaarten samenstelt uit zijn verzameling. Elke kaart mag normaliter maximaal vier keer gebruikt worden. De verschillende constructed-varianten verschillen van elkaar door de deelverzameling van kaarten die gebruikt mogen worden. Om nieuwe spelers een eerlijke kans te geven (en om de verkoop van kaarten te blijven stimuleren) zijn er veel populaire formats waarbij alleen recente kaarten gebruikt mogen worden. Er zijn zeven officiële vormen van constructed:
- Vintage (vroeger 'Type 1' genoemd): alle kaarten uit alle sets zijn toegestaan, sommige kaarten wel slechts eenmaal per deck.
- Legacy (vroeger 'Type 1.5' genoemd): alle kaarten uit alle sets zijn toegestaan, alleen sommige bijzonder sterke kaarten mogen niet worden gespeeld, omdat ze te veel impact zullen hebben op het formaat. Tot 2004 waren de banned&restricted-list van Vintage en Legacy aan elkaar gekoppeld.
- Modern: alleen kaarten met het moderne kaartdesign, vanaf 8th Edition (2003).
- Pioneer: alleen kaarten vanaf Return to Ravnica (2013), ingevoerd in 2019.[6]
- Historic: alleen kaarten beschikbaar op Magic the Gathering Arena.
- Standard (vroeger 'Type 2' genoemd): alleen kaarten uit de sets van de laatste twee jaar, vroeger meestal één of twee basis-sets, elk najaar worden de oudste sets uit het format gehaald.
- Pauper een 60 kaarten deck waar voornamelijk Commons (veel voorkomende) kaarten in mogen komen. Het format relatief goedkoop daarom de naam "Pauper"
- Block Constructed: alleen kaarten uit een bepaald blok (twee of drie sets). Sinds 2018 niet meer gebruikt voor nieuwe sets en blocks.

Daarnaast was er lange tijd het format Extended (eerder 'Type 1.X' genoemd) waarbij alleen kaarten uit de laatste drie basissets en de laatste vier blocks gebruikt mochten worden. Extended is eind 2013 voor het laatst op officiële toernooien gespeeld.

### Limited
De basis van limited (beperkt) is dat niet een deck wordt gemaakt van de verzameling, maar dat deze ter plekke wordt samengesteld uit een pas gekochte, of van tevoren samengestelde, stapel kaarten. Een deck voor limited hoeft meestal slechts uit veertig kaarten te bestaan tegenover de reguliere zestig. Basic lands kunnen onbeperkt worden toegevoegd. Omdat de decks geïmproviseerd worden uit een beperkte deelverzameling van kaarten ligt het spelniveau bij limited over het algemeen lager. Er zijn twee officiële limited-formats:
- Sealed Deck: elke speler krijgt zes booster packs (of een tournament pack toen die er nog waren) en stelt daar zijn deck uit samen. Meestal wordt een aantal boosters uit dezelfde block of set genomen.
- Booster Draft: iedereen opent een booster pack en kiest hier één kaart uit, het restant wordt doorgegeven aan de speler naast hem die uit de resterende veertien kaarten de beste kiest. Dit wordt herhaald totdat de booster op is. Na meestal drie booster packs maakt iedereen een deck. Wordt meestal met acht spelers gedaan.

Verder zijn er diverse andere limited-formats die niet (meer) op gesanctioneerde toernooien gespeeld worden:
- Rochester Draft: elke speler opent een booster pack en legt die op tafel. Dan kiezen spelers een voor een een kaart van tafel, waarbij iedereen kan zien welke kaart gepakt wordt.
- Cube Draft: uit iemands bestaande verzameling van kaarten wordt een "draftkubus" samengesteld. Deze worden in stapeltjes van vijftien verdeeld waarna Booster Draft of Rochester Draft gespeeld wordt. Belangrijk verschil is dus dat er geen nieuwe kaarten gekocht worden.

### Multiplayer
Multiplayer-formats zijn speciaal ontworpen voor meer dan twee spelers. Hier zijn talloze varianten van ontworpen. Slechts één systeem is officieel gesanctioneerd voor op toernooien:
- Two-Headed Giant (2HG): je speelt met twee mensen in één team, je deelt je beurt en begint op een gezamenlijk levenstotaal van 30. Wel speel je onafhankelijk van elkaar met je eigen deck.

### Casual formats
Magic-liefhebbers hebben vele tientallen andere formats bedacht die elk variëren in de spelregels of variëren in de manier waarop een deck wordt samengesteld. Deze worden niet op officiële toernooien gespeeld, maar zijn wel geschikt voor vriendschappelijke spelletjes of huiskamertoernooien met vrienden. Commander is hiervan verreweg het meest gespeelde en bekende format. Het is dusdanig populair dat Wizards er zelfs speciale producten en series aan gewijd heeft. Een aantal casual formats en hun belangrijkste eigenschappen zijn:
- Elder Dragon Highlander (EDH) of Commander: honderd kaarten singleton, met één "legendary creature" dat apart gehouden wordt, in een speciale zone wordt gelegd en vanuit daar gespeeld kan worden.
- Singleton, Highlander, Legendary of Restricted: elke kaart maximaal één keer per deck
- Prismatic of 5-Color: decks van minstens 250 kaarten en alle vijf de kleuren. Meestal gespeeld met ante.
- Pauper: alleen 'common'-kaarten mogen gebruikt worden.
- Peasant: vooral 'common'-kaarten moeten gebruikt worden met een maximum van vijf 'uncommons'.
- Rainbow Stairwell: decks van zestig kaarten, met alle vijf de kleuren en artifacts met verplicht één kaart voor elke geconverteerde manacost van één tot en met zes.
- Tribal Wars: minstens een derde van elk deck moet bestaan uit één creature type als 'elves', 'goblins' of 'merfolk'.
- Back Draft: een draftvariant waarin je een zo slecht mogelijk deck moet draften om je tegenstander mee te laten spelen.
- Reject Rare Draft: een draftvariant waarin met name aparte, onspeelbare, 'rares' gebruikt worden.
- Type 4 of Limited Infinity: spelers draften een deck zonder te weten welke kaarten het zijn. Oneindige mana, maar één spreuk per beurt.
- Free-For-All: een multiplayervariant waarin iedereen tegen iedereen speelt.
- Star, Pentagram, Five-Point, Rainbow, Five-Player Star of Color War: vijf spelers vertegenwoordigen elk een van de kleuren van Magic en gaan in die volgorde zitten. Doel is de tegenoverliggende kleuren uit te schakelen.
- Assassin: multiplayervariant waarin spelers de geheime opdracht krijgen een specifieke tegenstander uit te schakelen.
- Emperor: twee teams van drie moeten hun middelste speler, de keizer, in leven houden.

Wizards of the Coast heeft in het verleden zogenaamde 'Vanguard'-kaarten uitgegeven, deze zijn twee keer zo groot als normale Magic-kaarten en veranderen de beginvoorwaarden zoals levensaantal. In 2009 werd de set Planechase uitgegeven waardoor spelers 'Planar Magic' konden gaan spelen, een variant waarin de spelregels voortdurend veranderen. In 2012 kwam nog een dergelijke set uit. In 2010 werd het format 'Archenemy' ontworpen waarbij één speler het opneemt tegen drie tegenstanders, maar daarbij hulp krijgt van zogeheten 'Scheme'-kaarten.
Daarnaast zijn er nog hele aparte formats die soms op ongesanctioneerde toernooien gespeeld worden:
- Mental Magic: elke kaart kan gespeeld worden als een andere kaart met dezelfde casting cost.
- Mini-Magic: decks van maximaal vijftien kaarten en een hand van maximaal drie.
- Horde Magic: spelers spelen tegen De Horde, een automatisch spelend aanvallend deck.
- QL Magic: tegenovergesteld aan 'Modern', spelers mogen alleen kaarten met het oude ontwerp gebruiken. Ook worden oudere regels gebruikt.
- Fat Stack of Tower of Power: twee grote decks worden gemaakt, één met landen en mana-producerende kaarten en de ander met spreuken. Elke speler heeft de keuze om een kaart van een van beide stapels te pakken.

## De kaarten
Omdat elke paar maanden een nieuwe uitbreidingsset wordt uitgegeven, is het aantal verschillende kaarten inmiddels opgelopen tot meer dan tienduizend. Kaarten worden verkocht in 'booster packs' waarin vijftien kaarten zitten: elf veelvoorkomende kaarten (commons), drie minder voorkomende (uncommons) en een zeldzame (rare). Sinds Shards of Alara zijn er ook 'mythic rares' die gemiddeld in één op de zes pakjes voorkomen. Met name uncommons en rares die zeer geschikt zijn om mee op toernooien te spelen kunnen veel geld waard zijn. Kaarten uit de eerste series (Alpha Edition en Beta Edition) zijn vaak het meeste geld waard, omdat deze slechts in zeer beperkte oplage zijn gedrukt en daardoor tegenwoordig zeer zeldzaam zijn geworden. Andere kaarten waarvan de prijs snel kan oplopen zijn de promotionele kaarten die je krijgt op toernooien en evenementen.
Negen bekende kaarten, die elk vele duizenden euro's kosten, worden samen de 'Power Nine' of 'P9' genoemd. Deze negen kaarten worden traditioneel beschouwd als de sterkste kaarten in Magic. Ze komen alleen voor in de eerste sets en zijn daarna nooit meer geprint. Wizards of the Coast heeft deze negen kaarten en vele anderen geplaatst op de zogenaamde 'Reserved List'. Deze lijst van kaarten zal nooit meer worden herdrukt in wat voor vorm dan ook. De reden was om de verzamelaars tegemoet te komen die vreesden dat te veel herdrukken de waarde van de kaarten zou devalueren.
1. Black Lotus
2. Ancestral Recall
3. Time Walk
4. Timetwister
5. Mox Emerald
6. Mox Jet
7. Mox Pearl
8. Mox Ruby
9. Mox Sapphire

### Banned en restricted
Alle formats die op toernooien gespeeld worden hebben een "banned list" en soms ook een "restricted list". Banned betekent dat de kaart op dergelijke toernooien niet gebruikt mag worden en restricted dat er een maximum is van één kaart in het deck in tegenstelling tot de gebruikelijke vier.
Kaarten worden verbannen om twee redenen. De eerste reden is dat een kaart niet meer geschikt wordt geacht voor serieuze toernooiwedstrijden, hieronder valt een handjevol oude kaarten waarbij voor 'ante' werd gespeeld (kaarten inzetten die de winnaar dan mag houden), twee kaarten waarbij fysieke behendigheid een rol speelt en één kaart waarbij een subspel gespeeld moet worden. Deze kaarten zijn verbannen in alle formats.
De tweede reden dat kaarten verbannen (of beperkt) worden op toernooien is dat ze na het uitkomen dusdanig sterk en ongebalanceerd blijken te zijn (soms op zichzelf, soms alleen in combinatie met specifieke andere kaarten, zogeheten combo's) dat het spelbeeld erdoor ontwricht wordt. Onder deze reden vallen onder andere de kaarten behorende tot de hierboven genoemde Power Nine, maar ook andere sterke kaarten als 'Sol Ring', 'Yawgmoth's Will' en 'Demonic Tutor'. Alleen het format Vintage verbant geen enkele kaart omdat ze te sterk zijn, in plaats daarvan mogen alle sterke kaarten (inclusief zeer dure oude kaarten) slechts één keer per deck gespeeld worden.

### Geschiedenis
Aanvankelijk werd Magic vooral populair bij spelers van traditionele fantasy-roleplayinggames, maar algauw ontwikkelde Magic zich tot aan apart spelgenre. Het commerciële succes van Magic zorgde ervoor dat vele andere collectible card games op de markt kwamen midden jaren 90, met wisselend succes. Behalve enkele titels die verbonden waren met bekende fantasy- of sciencefictionfranchises, verdwenen de meeste van deze spellen weer snel van de markt. Hoewel de verkoopcijfers van Magic al wel ingehaald zijn, door voornamelijk de Japanse import games gebaseerd op Pokémon en Yu-Gi-Oh!, wordt Magic nog steeds populairder. In 2003 werd Magic, naar aanleiding van het 10-jarig bestaan van het spel, als 23e spel door Games Magazine geselecteerd voor hun Games Hall of Fame, andere spelen in deze Hall of Fame zijn Risk en Monopoly. Dit komt ook doordat Magic geen rage bleek te zijn maar een zich steeds verder ontwikkelend spel met een goede basis en een grote spelersgroep. Bovendien kan een spelletje Magic veel sneller worden gespeeld dan een rollenspel dat vaak weken, maanden of jaren kan doorlopen.

## Kaartsets
Het spel omvat een basisset, die in juli 2013 bij de vijftiende editie aangeland is en 'Magic 2014' heet, afgekort 'M14'. Daarnaast zijn er ook nog uitbreidingssets. In de oudste basissets (Alpha, Beta en Unlimited) en de oudste uitbreidingssets (Arabian Nights, Antiquities en Legends) zitten sommige OOP's (Out-Of-Print) die veel geld waard kunnen zijn.
Verschillen tussen basissets en uitbreidingssets waren onder andere dat basissets geen nieuwe kaarten bevatten (maar alleen reprints) en een witte rand hadden in tegenstelling tot de zwarte rand van uitbreidingssets. Omdat dit de populariteit van de basissets niet groot maakte hebben deze nu ook een zwarte rand en bevatten ze deels nieuwe kaarten. Een overgebleven verschil is dat uitbreidingssets meestal een verhaallijn representeren en dat er dus meer sfeer en in-game mechanismen worden introduceerd. Tegenwoordig worden elk jaar één basisset en drie uitbreidingssets uitgegeven. De uitbreidingssets worden per drie uitgebracht, drie sets samen worden een block genoemd.
Naast basissets en uitbreidingssets zijn ooit drie speciale beginners-sets uitgegeven, de Portal-reeks die alleen eenvoudigere kaarten hadden met meer of beginners gerichte uitleg. Daarnaast zijn er diverse promotionele sets (de "from the vault" series, dueldecks, premiumdecks, etc.) en de sets "Unglued" en "Unhinged". Deze laatste twee sets worden verduidelijkt door middel van een zilveren rand en laten de spelers de vreemdste en meest uiteenlopende opdrachten uitvoeren, een speler moet bijvoorbeeld een dansje door de kamer maken, of een lied van Elvis zingen. Deze sets zijn niet toegestaan op toernooien, maar spelers spreken weleens af dat de kaarten gebruikt mogen worden. Als spelers de kaarten uit deze sets gebruiken houdt dat in dat het spelletje niet serieus wordt genomen, maar ze zorgen wel voor veel plezier tijdens een gezellig spelletje.
In het begin is er nog wat geëxperimenteerd en misgegaan met drukken. Zo bestaat er tussen Revised en Fourth Edition een set, die Summer Edition genoemd wordt. Het ging om een proefrun van kaarten die per vergissing verpakt en verscheept is. Deze set zat vol met fouten en is daarom teruggeroepen en vernietigd. Een aantal dozen zijn echter toch op de markt terechtgekomen. De set is praktisch alleen herkenbaar aan het jaartal (1994) ten opzichte van kaarten uit de Revised Set. Vanwege de zeer kleine oplage zijn kaarten uit deze set nogal wat geld waard. Een van deze kaarten is genaamd Hurricane en wordt verkocht voor ongeveer 7000 euro, het is daarmee – op enkele unieke kaarten na – de kaart met de grootste waarde in het hele spel. De reden hiervoor is dat het een groene kaart is, maar dat de kaart een blauwe kleur heeft. Zelfs de goedkoopste kaarten gaan voor minimaal 20 euro per stuk over de toonbank. Ook is er een eenmalige uitgave van herdrukken uit oudere sets gemaakt. Deze set, genaamd Chronicles, werd niet goed ontvangen. Veel spelers waren bang voor de waarde van hun verzamelingen, en na bergen boze brieven van spelers bleef Chronicles bij een eenmalig iets. Bij nader inzien zaten er nauwelijks kaarten in deze set die echt veel in waarde zijn gedaald, dus de ophef was achteraf redelijk overbodig. Wel heeft dit ervoor gezorgd dat Wizards of the Coast een officiële lijst heeft opgesteld van kaarten die nooit meer herdrukt zullen worden, zogenoemde Reprint Policy. Dit werd gedaan om verzamelaars tevreden te houden dat hun dure kaarten niet plots herdrukt worden en daardoor hard in waarde zouden dalen.
Sinds 2020 worden er steeds meer kaarten geprint in cross-overs met bestaand intellectueel eigendom oftewel andere fantasy- en sciencefictionfranchises. Er bestaan sindsdien Magic-kaarten met personages uit Doctor Who, Fortnite, Jurassic Park, Stranger Things, Street Fighter, Transformers, The Walking Dead en Warhammer 40,000.

## Decktypen
In constructedtoernooien en ook in de meeste casual wedstrijden stellen spelers hun decks samen uit hun verzameling. Doordat er dus zeer veel kaarten uitgebracht zijn, zijn er de facto oneindig veel mogelijkheden om een deck samen te stellen. Er zijn ook honderden verschillende decktypen gebaseerd op bepaalde kaarten, kaartcombinaties of mechanismen. Decks kunnen desalniettemin worden onderverdeeld in een aantal speelstijlen en archetypen. Zeer globaal kunnen drie strategieën worden onderscheiden.

### Aggro
Aggro (agressieve) decks zijn er op gericht de tegenstander zo snel mogelijk te overrompelen en zo snel mogelijk zijn 20 levenspunten af te nemen. Aggrodecks proberen hun kaarten zo snel en efficiënt mogelijk in schade om te zetten en het spel te beëindigen. Voor aggro-decks is tempo van groot belang, vaak worden kaarten opgeofferd om aan snelheid te winnen. Meestal worden creatures gebruikt die een gunstige verhouding hebben tussen aanvalspunten en manakosten en meerdere keren kunnen aanvallen; het aantal verdedigingspunten van wezens is minder van belang.

### Control
Control (controle) decks zijn er op gericht de tegenstander te ontregelen en te vertragen. Controldecks hebben meestal niet de ambitie om snel te winnen, maar proberen juist op de lange termijn voordeel te behalen en dan uiteindelijk het spel te beheersen en te winnen met sterkere spreuken. Zeer belangrijk in controldecks is het opbouwen van kaartvoordeel, het hebben van meer beschikbare spreuken dan de tegenstander. Dit gebeurt meestal door twee kaarten van de tegenstander uit te schakelen met één kaart, door kaarten te spelen die je extra kaarten laten pakken, of door je tegenstander kaarten te laten weggooien. Ook kunnen reactieve kaarten van de tegenstander 'virtueel' onschadelijk worden gemaakt door zelf weinig tot geen permanente kaarten te spelen, als een tegenstander bijvoorbeeld een kaart pakt waarmee hij een van jouw wezens kan doden, maar je hebt geen wezens, dan heeft de tegenstander weinig tot niets aan die kaart.

### Combo
Combo (combinatie) decks worden gevormd rond een combinatie van twee of meer kaarten die samen een zeer sterk effect hebben. Op het moment dat de combo uitgevoerd wordt, heeft de speler ofwel direct gewonnen, ofwel het spel dusdanig onder controle dat een overwinning vrijwel zeker is. Combodecks kunnen ook helemaal gebouwd worden rond het "misbruiken" van één enkele kaart. De rest van het deck is vaak volledig in het dienst gesteld van de combo, er worden kaarten gebruikt die andere kaarten kunnen zoeken.
Een aan combo verwante term is synergie, waarin niet één combinatie van specifieke kaarten centraal staat, maar vele kaarten worden gebruikt die allemaal handig op elkaar aansluiten en samenwerken.

### Hybride strategieën
Naast deze hoofdstrategieën zijn er diverse decks die een combinatie van strategieën gebruiken. Aggro-Control gebruikt zowel agressieve wezens als controlerende spreuken. Combo-Control probeert eerst de tegenstander te ontregelen om dan te winnen met een combo. Aggro-Combo heeft zowel agressieve wezens als een combinatie (meestal om de creatures te helpen). Aggro-Control-Combo zijn zeer veelzijdige decks met elementen van alle drie de hoofdstrategieën.

## Bekende spelers
Sommige spelers spelen Magic: The Gathering op professioneel niveau. Sinds 2005 bestaat er een Hall of Fame waarin spelers zijn opgenomen die op belangrijke toernooien een minimumaantal punten gehaald heeft en bovendien 40% van de stemmen van een verkiezingscomité gehaald heeft. Anno 2013 zijn 36 spelers uit tien verschillende landen opgenomen in de Hall of Fame.
Enkele spelers van Magic: The Gathering hebben ook faam gemaakt in andere kaart- en denkspellen. Zo had pokerspeler David Williams meer dan 30.000 dollar verdiend met Magic voordat hij zich meer ging richten op poker.
Ook pokerspelers Noah Boeken, Brock Parker en Justin Bonomo hebben een achtergrond als Magicspeler.

### Nederlands Kampioenschap
In 2012 heeft WotC de traditionele Nationaal Kampioenschappen Magic afgeschaft. Tot 2017 werd de Nederlands kampioen bepaald aan de hand van de meest behaalde pro points. In die periode werd het traditionele NK (een combinatie van Standard + Draft) volgens een Zwitsers systeem plus een top-8 wordt echter nog steeds gehouden, zij het officieus. In 2017 heeft WotC het officiële Nationaal Kampioenschap Magic geherintroduceerd.
Ten tijde van het 1e (officieuze) NK was er nog geen banned of restricted list. Tevens mochten er meer dan 4 kopieën van dezelfde kaart gebruikt worden. De organisator van dit NK was Gerrit Dubbeldam. De hoofdscheidsrechter was Leo Peek.
De volgende spelers zijn Nederlands kampioen geworden:
- 1995 Jan-Maarten Cobben (officieus)
- 1996 Freek ten Cate
- 1997 Hans Eijmaal
- 1998 Tom van de Logt
- 1999 Alexander Witt
- 2000 Jesse Cornelissen
- 2001 Tom van de Logt
- 2002 Tom van de Logt
- 2003 Rogier Maaten
- 2004 Jeroen Remie
- 2005 Douwe van Noordenburg
- 2006 Kamiel Cornelissen
- 2007 Robert van Medevoort
- 2008 Tom van Lamoen
- 2009 Kevin Grove
- 2010 Bas Melis
- 2011 Ruben Snijdewind
- 2012 Ruben Snijdewind (officieus)
- 2013 Raymond Veenis[10] / Daan Pruijt (officieus)
- 2014 Frank Karsten[11] / Daan Pruijt (officieus)
- 2015 Jelger Wiegersma / Bart van Etten (officieus)
- 2016 Thomas Hendriks
- 2017 Kevin Grove
- 2018 Daan Pruijt

### Wereldkampioenen
Elk jaar aan het einde van het toernooiseizoen wordt er een wereldkampioenschap gehouden. Het prijzengeld loopt op tot 45.000 Amerikaanse dollar voor de winnaar. Onderstaande spelers werden wereldkampioen. Met ingang van 2017 is het prijzengeld zelfs verhoogd tot $100.000 voor de winnaar, bij een totale prijzenpot van $300.000 voor het totale deelnemersveld van 24 personen.
- 1994  Zak Dolan
- 1995  Alexander Blumke
- 1996  Tom Chanpheng
- 1997  Jakub Slemr
- 1998  Brian Selden
- 1999  Kai Budde
- 2000  Jon Finkel
- 2001  Tom van de Logt
- 2002  Carlos Romão
- 2003  Daniel Zink
- 2004  Julien Nuijten
- 2005  Katsuhiro Mori
- 2006  Makihito Mihara
- 2007  Uri Peleg
- 2008  Antti Malin
- 2009  André Coimbra
- 2010  Guillaume Matignon
- 2011  Jun'ya Iyanaga
- 2012  Yuuya Watanabe
- 2013  Shahar Shenhar
- 2014  Shahar Shenhar
- 2015  Seth Manfield
- 2016  Brian Braun-Duin
- 2017  William Jensen
- 2018  Javier Dominguez
- 2019  Paulo Vitor Damo da Rosa

### World Magic Cup
Sinds 2012 wordt er ook een World Magic Cup gehouden, dit is een nationale teamcompetitie. De teams bestaan uit drie of vier spelers.
De World Magic Cup is de opvolger van het Team Wereldkampioenschap dat van 1995 tot 2011 samen met het Wereldkampioenschap gehouden werd.
- 2012  Chinese Taipei (Tzu-Ching Kuo, Tung-Yi Cheng, Yu Min Yang, en Paul Renie)
- 2013  Frankrijk (Raphael Levy, Timothee Simonot, Yann Guthmann, en Stephane Soubrier)
- 2014  Denemarken (Martin Müller, Simon Nielsen, Thomas Enevoldsen en Lars Birch)
- 2015  Italië (Marco Cammilluzzi, Andrea Mengucci, Francesco Bifero en William Pizzi)
- 2016  Griekenland (Bill Chronopoulos, Panagiotis Papadopoulos, Nikolaos Kaponis, Tziotis Petros)
- 2017  Japan (Yuuya Watanabe, Kenta Harane, Shota Yasooka)
- 2018  Frankrijk (Jean-Emmanuel Depraz, Arnaud Hocquemiller, Timothée Jammot)

### Bekende Nederlandse spelers
De Nederlandse spelers doen het zeer goed op wereldkampioenschappen: Tom van de Logt werd wereldkampioen in 2001, Julien Nuijten werd in 2004 wereldkampioen en Frank Karsten werd in 2005 tweede op het wereldkampioenschap. In 2006 werd het Nederlands team (Robert van Medevoort, Kamiel Cornelissen en Julien Nuijten) wereldkampioen. Cornelissen, Karsten, Bram Snepvangers en Jelger Wiegersma zijn de vier Nederlanders die zijn opgenomen in de Hall of Fame.

## Online Magic spelen
Magic: the Gathering kan naast het spelen met echte kaarten ook online gespeeld worden. Hiervoor zijn meerdere alternatieven:
- Magic Online (MTGO) is een door Wizards of the Coast zelf gemaakte online speelomgeving.[12] De interaface sluit grafisch aan bij het kaartspel en gebruikt de originele plaatjes. Veel speelhandelingen zijn vergemakkelijkt, doordat het programma je dwingt de kaarten in de juiste volgorde te spelen. Handelingen die volgens de spelregels onmogelijk zijn, kunnen niet worden uitgevoerd. Dit is enerzijds een voordeel voor nieuwe spelers, omdat het de regels duidelijker maakt en omdat je minder snel iets zult vergeten. Anderzijds is het een nadeel omdat je aan de strikte uitvoering moet wennen, wanneer je met echte kaarten speelt. Daarnaast zijn de onlinekosten even hoog, terwijl je er geen fysieke kaarten voor terugkrijgt.
- Magic the Gathering: Arena (MTGA) is ook door Wizards of the Coast ontwikkeld. De graphics zijn beter ten opzichte van MTGO, maar er zijn minder kaarten en formats beschikbaar. Het is gratis te spelen, maar zonder geld te investeren is het moeilijker veel kaarten te verzamelen.
- Apprentice 2 is een programma voor het spelen van kaartspelen, zoals Magic: the Gathering.[13] Het spelen is gratis, maar de grafische capaciteiten van Apprentice zijn verouderd. Apprentice geeft je meer vrijheid om met de kaarten te doen wat je wilt. Je moet daardoor ook meer handelingen zelf verrichten. Het alternatief heeft een uitgebreid competitief ranking systeem en genoeg mogelijkheden om gewoon casual te spelen.
- Xbox Live Arcade en PlayStation Network hebben Magic The Gathering ook opgenomen in haar spellen database. Het is aan te schaffen in Xbox Live Arcade en op het PlayStation Network met respectievelijk Xbox Live Points en PlayStation Network Cards.
- In de Apple App Store is een versie voor de Ipad beschikbaar.[bron?]

## Trivia
Het spel werd genoemd in de Nederlandse televisiespeelfilm Kilkenny Cross.
Begin 2014 kondigde 20th Century Fox aan de filmrechten van het spel Magic: The Gathering gekocht te hebben.